# Publio Rodríguez Moslares
Publio Rodríguez Moslares OMI (* 12. November 1912 in Tiedra; † 28. November 1936 in Paracuellos de Jarama) war ein spanischer Oblate der Makellosen Jungfrau Maria.
Nachdem das Kloster in Pozuelo am 22. Juli 1936 im Zuge des Spanischen Bürgerkriegs von bewaffneten Milizen besetzt worden war und Publio Rodríguez Moslares zusammen mit seinen Mitbrüdern von dort weggebracht worden war, kam er zunächst wieder frei. Er wurde aber wieder inhaftiert und am 28. November desselben Jahres zusammen mit zwölf seiner Mitbrüder hingerichtet.
Die Seligsprechung der 22 spanischen Märtyrer der Oblaten, darunter auch Publio Rodríguez Moslares, erfolgte am 17. Dezember 2011 in der Kathedrale von Madrid.